# Ozophorini
Tribu
Les Ozophorini sont une tribu d'insectes hétéroptères (punaises) de la famille des Rhyparochromidae.

## Description
Ces punaises sont de taille moyenne, de forme plutôt élancée. La face avant de la tête est bien redressée et rainurée longitudinalement sur le front. Habituellement, un collier bien développé à l'avant du pronotum est présent (contrairement aux Drymini et aux Stygnocorini). Les antennes et les pattes sont allongées. Les stigmates abdominaux (ou spiracles) sont tous ventraux. Il n'y a pas de mesolatérotergites (segment latéral intermédiaire) (contrairement aux Phasmosomini) entre le connexivum (segments latéraux) et les tergites (segments centraux). Les trichobothries du segment ventral 5 de l'abdomen sont plus proches du bord postérieur du segment que du stigmate. Les ailes postérieures ont une nervation réduite. Les juvéniles ont trois ouvertures de glandes odoriférantes sur le haut de l'abdomen, placées à la suture des segments 3 à 6,.   

## Répartition et habitat
Cette tribu a une répartition cosmopolite, avec sa plus grande diversité dans la zone nétropicale, surtout dans la partie intertropicale (et surtout le genre Ozophora très diversifié, notamment dans les Antilles, avec près de 110 espèces au total, difficiles à différencier) et en Asie du Sud-Est,.
Dans le Paléarctique occidental, seuls deux genres sont présents, Marmottania, avec une ou deux espèces (peut-être synonymes) en Afrique du Nord et jusqu'en Israël (dont une également aux Canaries), et Noualhieria, avec trois à quatre espèces endémiques des Canaries.
Au Canada, deux espèces sont mentionnées, Ozophora occidentalis et O. picturata. En Amérique du Nord, les espèces présentes y sont par extension vers le nord d'espèces tropicales, à l'exception d'un groupe d'espèces, appelés « groupe de picturata » par Slater.
On rencontre les Ozophorini soit dans la litière, soit sur les plantes basses sous les arbres-hôtes, soit sur ces arbres eux-mêmes, souvent des Ficus (Moraceae).

## Biologie
Les membres de cette tribu sont généralement des suceurs de graines. Plusieurs espèces d'Ozophora sont associées à des espèces du genre Ficus. Mais la biologie de plusieurs genres est encore inconnue.
Quelques espèces sont myrmécomorphes. 

## Systématique
Ce taxon a été créé par l'entomologiste américain Merrill Henry Sweet (d) (Catalogue of Life mentionne cependant J. A. Slater.) en 1964 ou 1967, alors que les genres qui le compose étaient auparavant répartis dans divers groupes de Rhyparochrominae (Stygnocorini, Rhyparochromini, etc.). 
Aujourd'hui, le groupe contient une trentaine de genres et environ 230 espèces, dont le site Lygaeoidea Species Files tient un catalogue en ligne. Des espèces restent à décrire. 

### Liste des genres
Selon BioLib (7 janvier 2023) complété à partir de Lygaeoidea Species Files :
- genre Allotrophora Slater & Brailovsky, 1983
- genre Balboa (en) Distant, 1893
- genre Bedunia Stål, 1874
- genre Bergidea Breddin, 1897
- genre Brailovskyocoris Slater, 1994
- genre Bryanellocoris Slater, 1957
- genre Cervicoris Slater, 1982
- genre Cryptotrophora Brailovsky & Barrera, 2016
- genre Ethaltomarus Scudder, 1963
- genre Gressittocoris Slater & Zheng, 1985
- genre Icaracoris Slater, 1985
- genre Longinischus Brailovsky, 2009
- genre Longinomerus Brailovsky & Barrera, 2010
- genre Lygofuscanellus Scudder, 1962
- genre Marmottania Puton, 1887
- genre Micrymenus Bergroth, 1921
- genre Migdilybs Hesse, 1925
- genre Neolonginischus Brailovsky & Barrera, 2016
- genre Noualhieria Puton, 1889
- genre Omacrus Bergroth, 1916
- genre Ozophora Uhler, 1871
- genre Pamozophora Ashlock & Slater, 1982
- genre Paraporta Zheng, 1981
- genre Porta Distant, 1903
- genre Primierus Distant, 1901
- genre Prosomoeus Scott, 1874
- genre Pseudomenotelus Brailovsky & Cervantes, 2009
- genre Pseudomenus Ashlock & Slater, 1982
- genre Rugomenus Ashlock, 1985
- genre Tachytatus Bergroth, 1918
- genre Vertomannus Distant, 1903

## Galerie

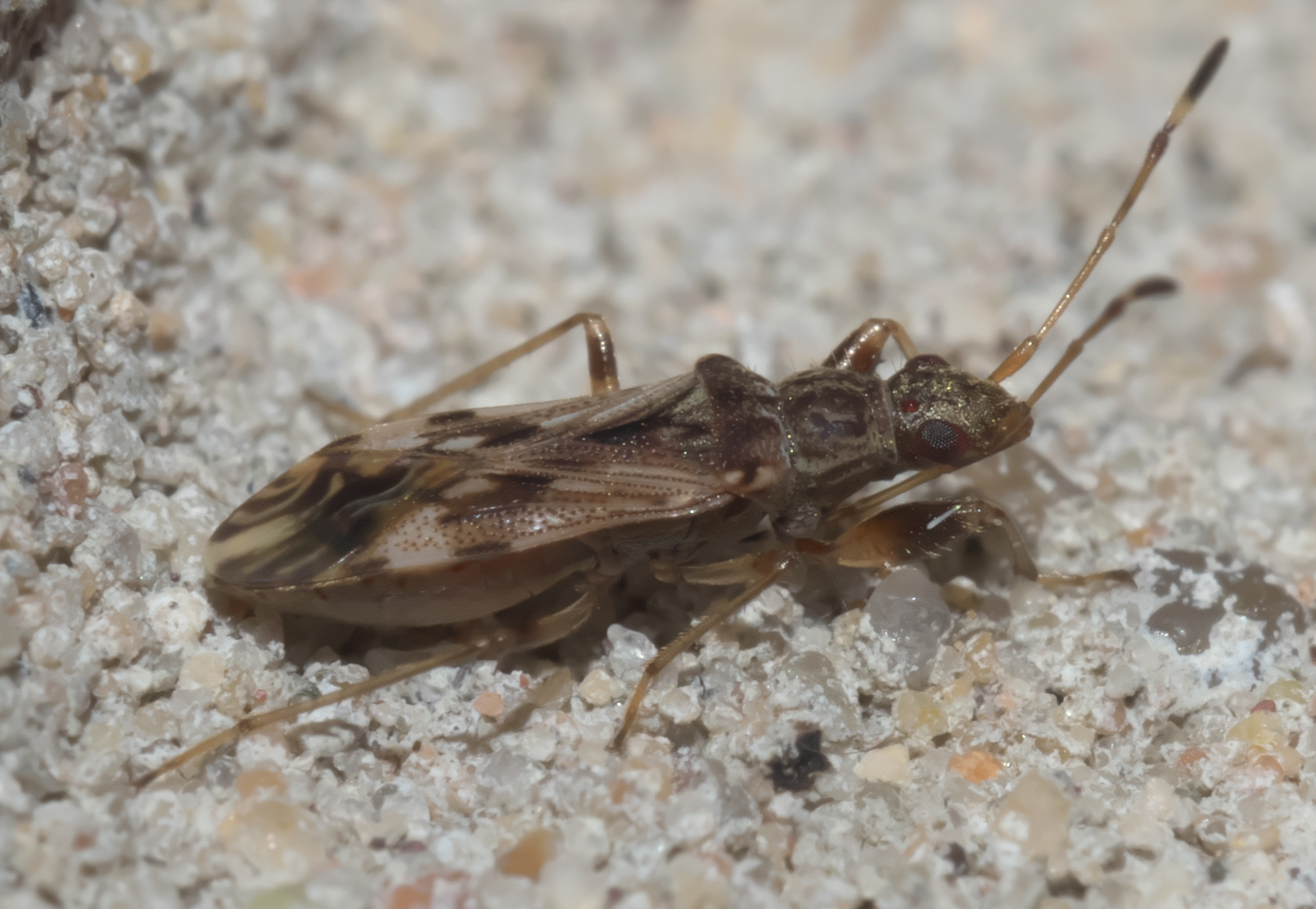
Ozophora picturata, Oklahoma (États-Unis).
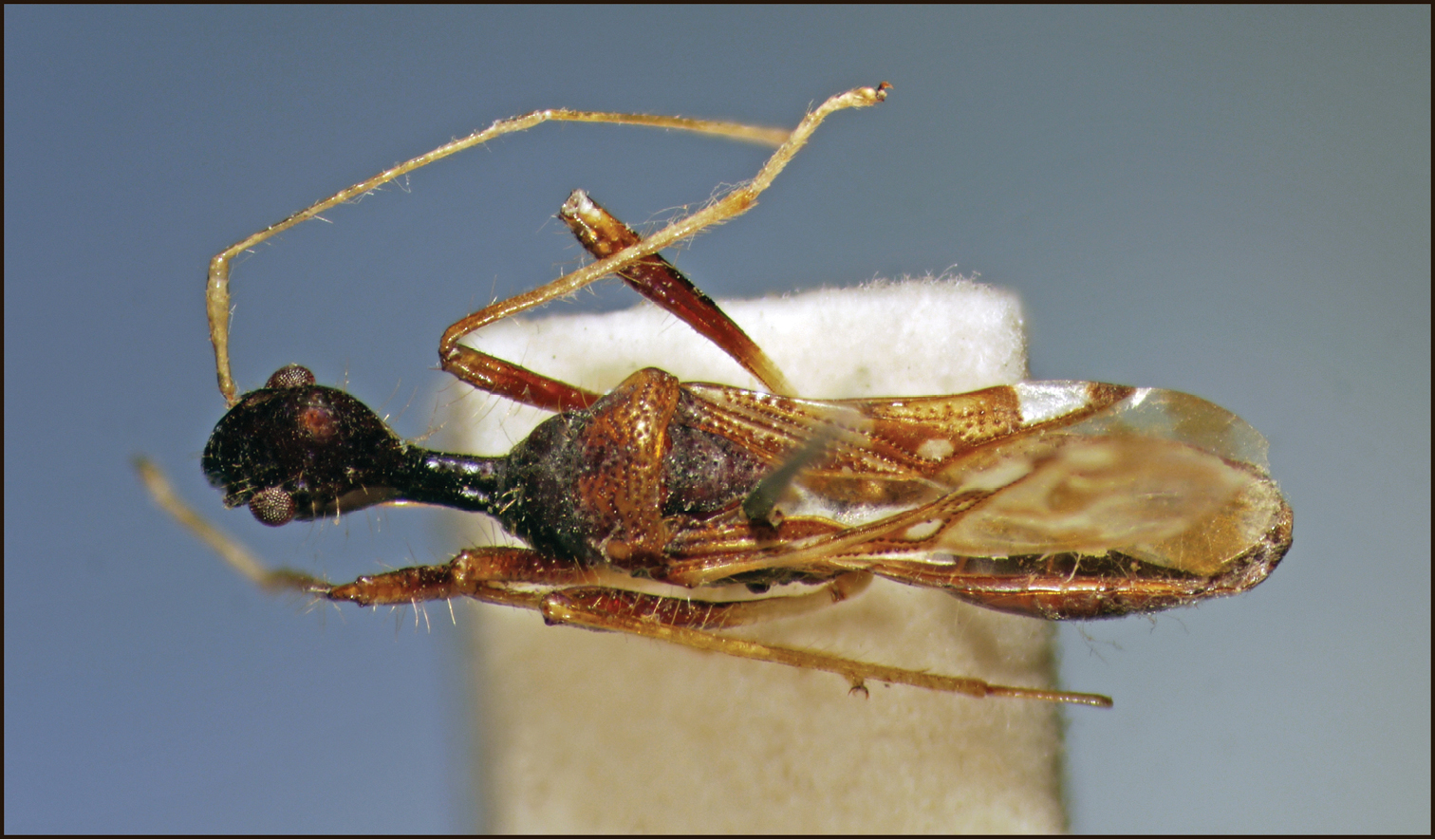
Vertomannus borneensis, Bornéo.
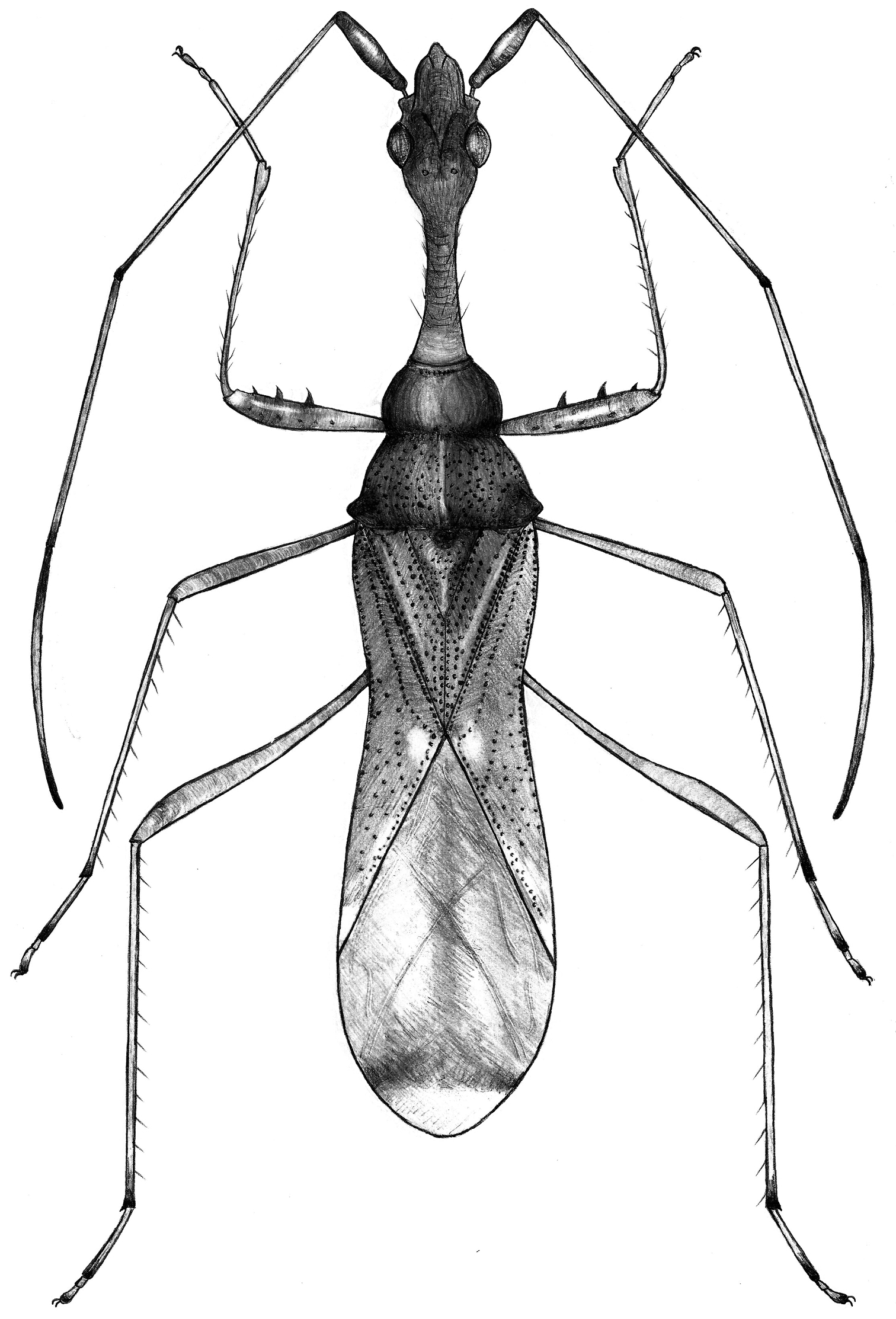
Vertomannus flavus, Laos, Vietnam.